# Charles-Théodore de Salm
Charles-Théodore-Othon, prince de Salm (1645-1710) est un souverain qui se mit au service du Saint-Empire romain germanique.
L'empereur Léopold lui confia l'éducation de son fils Joseph et l'éleva au poste de premier ministre. Il obtint l'immédiateté impériale pour le comté de Salm en 1668.
Il épousa en 1671 Louise-Marie du Palatinat, fille d'Édouard du Palatinat et d'Anne de Gonzague de Clèves. Ils ont eu quatre enfants :
- Louise de Salm (1672–?), religieuse à Nancy
- Louis-Othon de Salm (1674–1738), prince de Salm, marié en 1700 à Albertine Jeanne de Nassau-Hadamar (1679–1716)
- Louise-Apollonia de Salm (1677–1678)
- Éléonore Christine (1678–1737), mariée en 1713 à Conrad d'Ursel (1663–1738).

En 1699, il convainquit l'impératrice de choisir comme épouse de l'archiduc héritier la princesse Wilhelmine-Amélie de Brunswick-Lunebourg qui était sa nièce.